# 北村邦太郎
北村 邦太郎（きたむら くにたろう、1952年（昭和27年）5月9日 - ）は、日本の銀行家。三井住友トラスト・ホールディングス代表取締役社長や一般社団法人信託協会会長を務めた。

## 経歴
- 東京都生まれ
- 1977年3月 - 慶應義塾大学商学部卒業
- 1977年4月 - 三井信託銀行入行、名古屋支店（- 1984年7月）[1]。
- 1988年 - 本店広報室(- 1990年) [2]。
- 1996年 - 融資企画部次長
- 1999年 - 総合企画部副部長
- 2000年 - 中央三井信託銀行総合企画部次長、受託資産企画部長、企画推進部長
- 2002年 - 三井アセット信託銀行総合企画部長
- 2003年 - 中央三井信託銀行執行役員、融資企画部長
- 2010年 - 中央三井信託銀行専務執行役員退任、中央三井トラスト・ホールディングス株式会社取締役副社長
- 2011年 - 三井住友トラスト・ホールディングス取締役副社長、中央三井信託銀行取締役副社長
- 2012年 - 三井住友トラスト・ホールディングス取締役社長、三井住友信託銀行取締役会長[3]